# Sínia (la Pobla de Massaluca)
La sínia és una sínia de la Pobla de Massaluca (Terra Alta) inclosa a l'Inventari del Patrimoni Arquitectònic de Catalunya.

## Descripció
Presenta una vistositat superior, ja que el mecanisme propi no està a nivell del terreny, sinó pujat sobre un basament circular per facilitar la posterior distribució de l'aigua, arreplegada de la riera del barranc de Barball, per mitjà de conducció llaurades en pedra als conreus més alts.
Està quasi sencera, falten tan sols la pala amb la qual l'animal feia funcionar el mecanisme d'engranatges que movien la roda metàl·lica a la que es lligaven cordes amb càntirs ceràmics que pujaven l'aigua del pou.

## Història
Està tota obrada de pedra sense argamassa a la plataforma i amb argamassa al pou i al cos superior. Pedra al bassi recollidor de l'aigua i conduccions posteriors.